# Quitman County, Mississippi
Quitman County är ett administrativt område i delstaten Mississippi, USA, med 8 223 invånare. Den administrativa huvudorten (county seat) är Marks. 

## Geografi
Enligt United States Census Bureau så har countyt en total area på 1 053 km². 1 049 km² av den arean är land och 4 km² är vatten. 

### Angränsande countyn
- Tunica County - nord
- Panola County - öst
- Tallahatchie County - syd
- Coahoma County - väst

### Städer och samhällen
- Cities
  - Marks

- Towns
  - Crenshaw (även Panola County)
  - Crowder (även Panola County)
  - Falcon
  - Lambert
  - Sledge